# Kornhamn

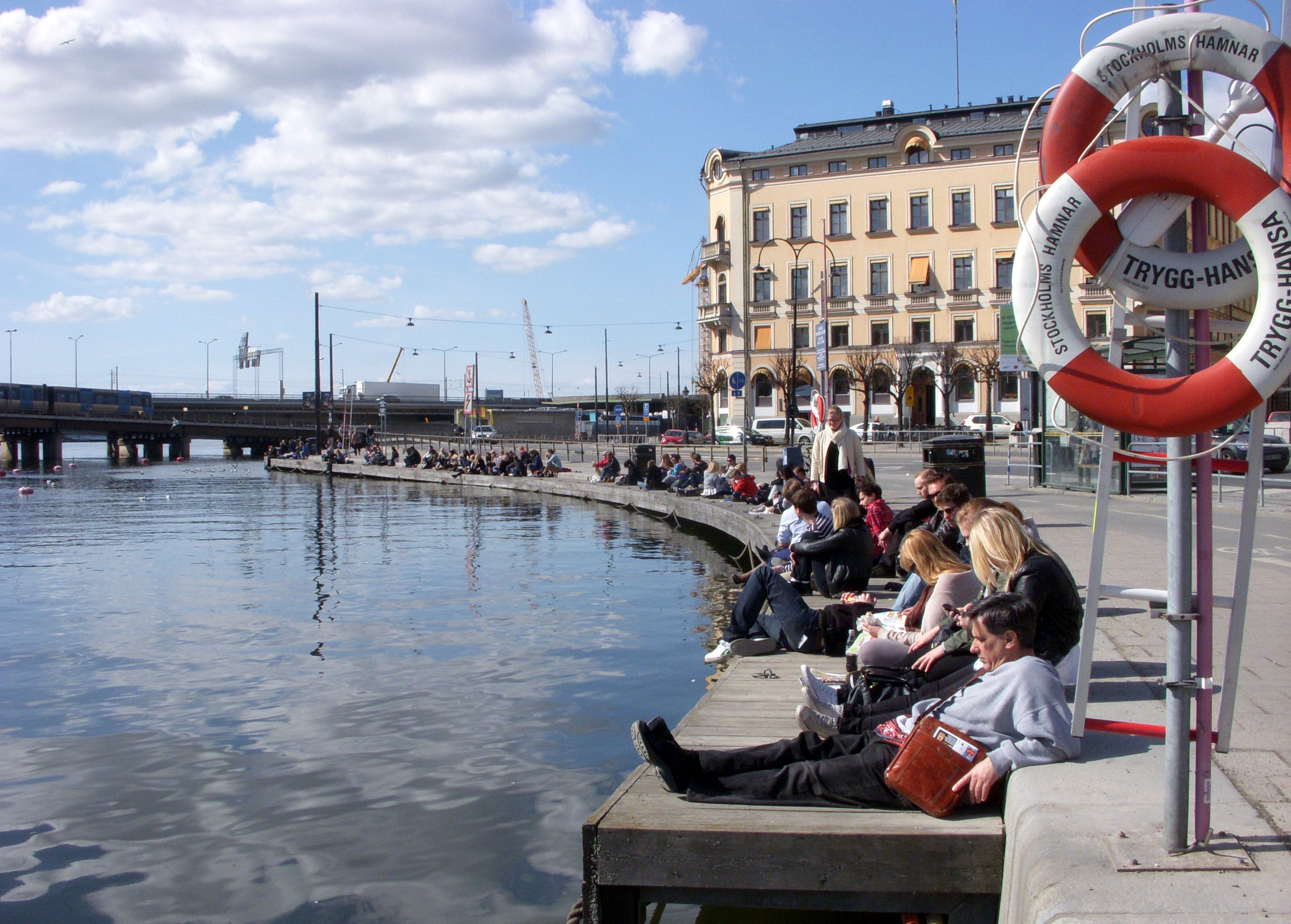
Kornhamn i april 2011.

Kornhamn (äldre form Kornhaffn) var en hamn i Gamla stan. Den var Stockholms medeltida hamn mot Mälaren, som låg på platsen för nuvarande Järntorget. Kornhamn är även namnet för kajområdet mot Söderström.

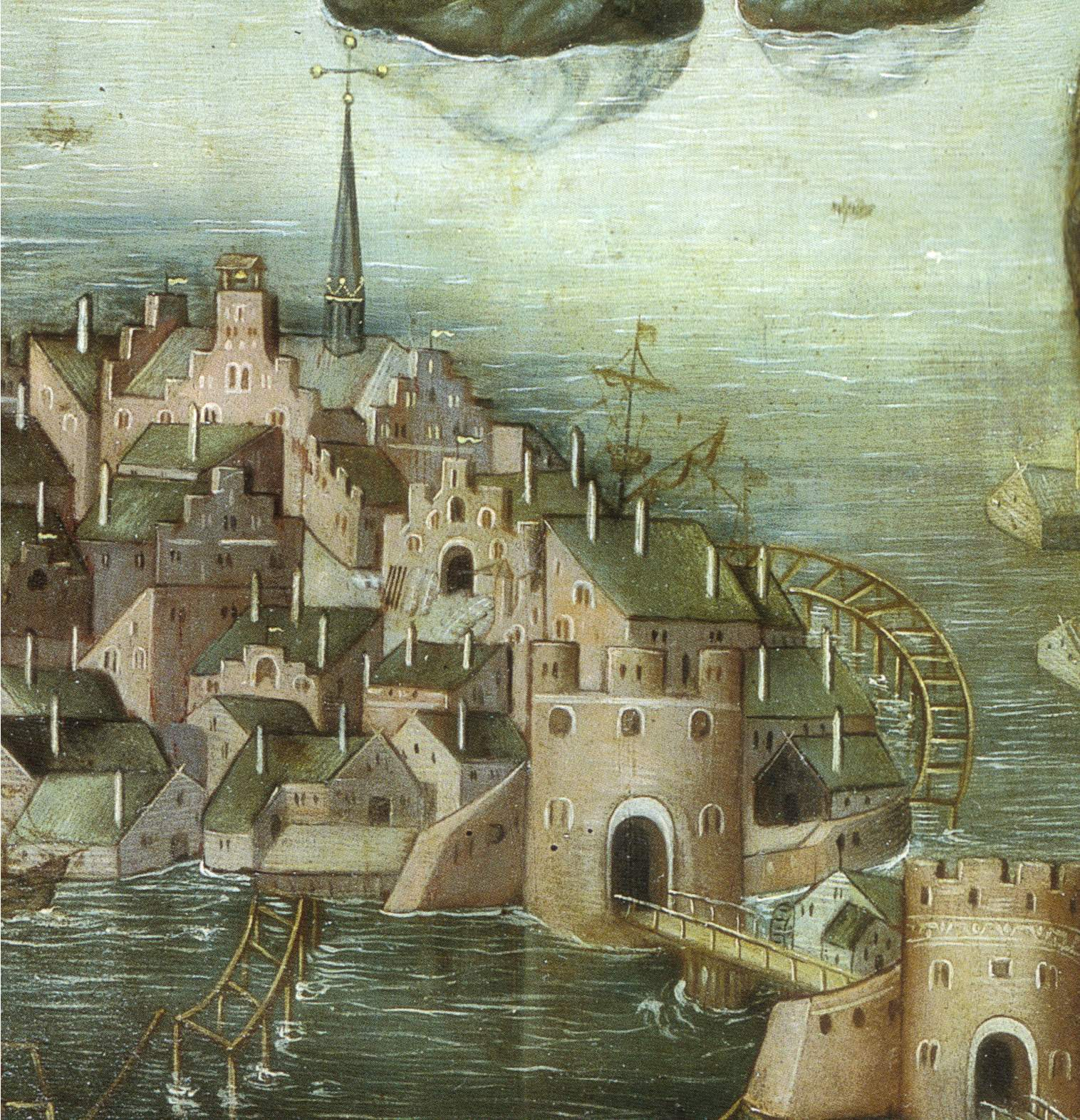
Läget Järntorget (tidigare Kornhamn) på Vädersolstavlan från 1535.

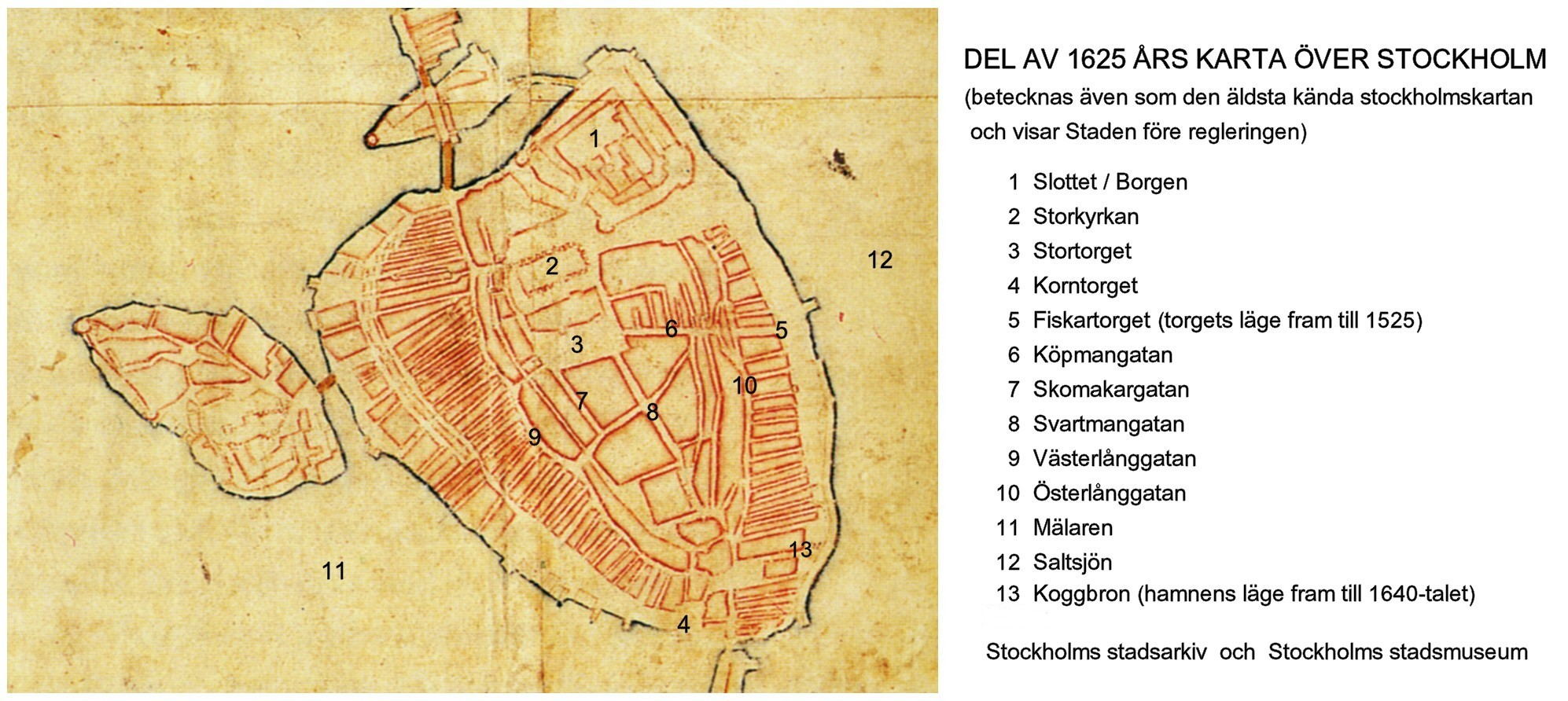
Kornhamns tidigare läge utmärkt på en karta från tidigt 1600-tal, se punkt 4.

Under medeltiden hade Stadsholmen (Gamla stan) två viktiga hamnar. Båda låg på Stadsholmens södra del. Mot väst fanns Kornhamn för sjötrafik till och från Mälaren. Mot öst fanns Kogghamn, som var den internationella hamnen, där de stora koggarna lade till under Hansetiden. Mellan båda hamnar framväxte ett handelsområde för im- och export av varor. Exporten bestod huvudsakligen av koppar och järn från Bergslagen samt hudar, pälsverk, torkad/saltad fisk och smör. Nästan inga varor producerades i själva Stockholm.
Vid Kornhamn (Kornhaffn år 1427) lossades länge säden som kom till staden från Mälarhamnar. Korn hade här den ursprungliga betydelsen av säd. Den lagrades till en början på det torg som då kallades Korntorget. Kornhamnen berördes även av järnexporten och torget nyttjades som upplagsplats för järn. I Stockholms tänkeböcker framgår att efter 1490 används mer och mer namnet Järntorget. Korntorget omtalas sista gången 1513.
Nuvarande Kornhamnstorg anlades lite längre västerut, troligen på 1630-talet i samband med stadsregleringen av sydvästra Stadsholmen som hade förstörts av Stora branden 1625. Kajområdet söder om Kornhamnstorg mellan Munkbroleden och Söderström har sedan 1935 namnet Kornhamn.